# 徐德言
徐德言（?—?），南朝陈诗人。
徐德言在陈朝担任太子舍人。尚陈后主之妹乐昌公主。陈朝衰落，徐德言料定国破家亡，于是破镜为二。夫妻各持一半。陈亡於隋朝，其妻为杨素所得。徐德言持半镜寻找到公主，终得破镜重合，在杨素同意后，徐德言与妻重聚，偕归江南终老。《先秦汉魏晋南北朝诗》存其诗《破镜诗》 一首，有“无复姮娥影，空留明月辉”之句。生平事迹见《古今诗话》。